# 費爾波特 (堪薩斯州)
費爾波特（英語：Fairport）是位於美國堪薩斯州拉塞爾縣的一個非建制地區。

## 地理
費爾波特所處的海拔為高於海平面512米（即1680英呎），而該地所採用的時區為UTC-6，即北美中部時區（CST）。同時該地設有夏令時間，為UTC-6調快一小時，即UTC-5（CDT）。